# Карпухин, Василий Дмитриевич
Василий Дмитриевич Карпухин (29 декабря 1901 года, дер. Твердуновка, ныне Новодеревеньковский район, Орловская область — 16 ноября 1968 года, Москва) — советский военный деятель, генерал-майор (23 ноября 1942 года).

## Начальная биография
Василий Дмитриевич Карпухин родился 29 декабря 1901 года в деревне Твердуновка ныне Новодеревеньковского района Орловской области.

## Военная служба

### Гражданская война
В марте 1920 года призван в ряды РККА и направлен в 8-й запасной полк, дислоцированный во Владимире, а в мае того же года — на учёбу на 9-е Владимирские пехотные курсы комсостава. В августе в составе 3-го Московского стрелкового полка (2-я бригада курсантов) направлен в Азербайджан, где принимал участие в боевых действиях против бандформирований.

### Межвоенное время
В мае 1921 года продолжил обучение на 4-х Армавирских пехотных командных курсах, после окончания которых в июле того же года назначен на должность командира взвода в составе 212-го пограничного взвода ВЧК по охране границ Сибири. С октября 1921 года В. Д. Карпухин находился в отпуске по болезни, после возвращения из которого в мае 1922 года направлен в 76-й Карельский стрелковый полк (26-я стрелковая дивизия, Сибирский военный округ), где служил на должностях командира взвода, квартирмейстера и политрука роты.
В августе 1925 года направлен на учёбу на Сибирские повторные курсы комсостава в Иркутске, после окончания которых в июле 1926 года вернулся в полк и назначен на должность командира взвода полковой школы. В том же году вступил в ряды ВКП(б).
В октябре 1927 года назначен на должность командира роты в составе 63-го стрелкового полка (21-я Пермская стрелковая дивизия), после чего в период с июля по декабрь 1929 года принимал участие в боевых действиях на КВЖД. В декабре 1930 года назначен на должность помощника начальника штаба полка.
С ноября 1931 года Карпухин служил на должности начальника лаборатории, а с марта 1933 года — на должности начальника военно-хозяйственного довольствия в составе Омской пехотной школы.
В апреле 1934 года направлен на учёбу в Военную академию имени М. В. Фрунзе, после окончания которой с сентября 1937 года служил в 1-м отделе Генерального штаба РККА на должностях помощника начальника отделения, старшего помощника начальника 2-го и 1-го отделений, а в феврале 1940 года назначен на должность старшего помощника начальника Западного отделения Оперативного управления Генерального штаба РККА.

### Великая Отечественная война
С началом войны находился на прежней должности.
В августе 1941 года назначен на должность начальника Северо-Западного направления Оперативного управления Генерального штаба РККА. В мае 1942 года В. Д. Карпухин был награждён орденом Красного Знамени за участие в разработке планов операции по окружению Демянской группировки войск противника. В декабре того же года назначен на должность начальника оперативного отдела штаба Юго-Западного фронта, который вскоре принимал участие в ходе Острогожско-Россошанской операции, а затем вёл наступательные боевые действия на донбасском направлении, в ходе которых к 19 февраля вышел Днепропетровску, однако к марту отошёл к реке Северский Донец.
В мае 1943 года назначен на должность начальника штаба формировавшейся 57-й армии, которая занимала оборону на участке Волчанск — Чугуев и вскоре армия принимала участие в боевых действиях в ходе Белгородско-Харьковской операции, освобождении Левобережной Украины, битве на Днепр и наступлении на криворожском направлении.
3 декабря назначен на должность начальника штаба 53-й армии, которая вскоре принимала участие в ходе Кировоградской и Корсунь-Шевченковской наступательных операций, однако уже 7 февраля 1944 года был снят с занимаемой должности и назначен исполняющим должность командира 214-я стрелковая дивизия, ведшей наступательные боевые действия на кировоградском направлении. После излечения и возвращения прежнего комдива Г. Н. Жукова Карпухин назначен командиром 375-й стрелковой дивизии, которая в ходе Уманско-Ботошанской операции в период с 23 по 27 марта совершила рейд в тылу противника в районе Балты, что способствовало освобождению самого города, а также Котовска. В период с 20 апреля по 4 мая Карпухин находился в госпитале в связи с болезнью, после чего вернулся на прежнюю должность. Вскоре дивизия принимала участие в ходе Ясско-Кишинёвской, Дебреценской и Будапештской, Братиславско-Брновской и Пражской наступательных операций.

### Послевоенная карьера
После окончания войны находился на прежней должности.
В октябре 1945 года назначен на должность командира 9-й гвардейской стрелковой дивизии (Прибалтийский военный округ), после расформирования которой в сентябре 1946 года направлен в Военную академию имени М. В. Фрунзе для преподавательской работы, где с ноября 1947 года служил на должностях старшего преподавателя по оперативно-тактической подготовке и тактического руководителя учебной группы основного факультета, а с октября 1949 года — на должности заместителя начальника кафедры общей тактики. В октябре 1952 года назначен на должность заместителя начальника Военной академии связи по оперативно-тактической подготовке.
Генерал-майор Василий Дмитриевич Карпухин в январе 1957 года вышел в запас. Умер 16 ноября 1968 года в Москве.

## Награды
- Два ордена Ленина (17.04.1943, 30.04.1945)
- Три ордена Красного Знамени (21.5.1942, 03.11.1944, 15.11.1950);
- Орден Богдана Хмельницкого 2 степени (28.04.1945);
- Орден Отечественной войны 1 степени (27.08.1943);
- Орден Красной Звезды (14.06.1940);
- Медали.